# إيسافن
إيسّافن هي قرية ريفية في إقليم طاطا ضمن جهة كلميم السمارة بالمغرب. كان مجموع عدد سكان البلدية إيسافن 4.002 نسمة يعيشون في 966 أسرة.(تعداد السكان الرسمي 2004)

## دواوير الجماعة
- تمسولة